# 泰奧哈埃
泰奧哈埃（Taiohae）是南太平洋法屬波利尼西亞馬克薩斯群島努庫希瓦島的主要城鎮，也是努庫希瓦島和馬克薩斯群島的首府，位於該島東南部海岸的前火山口，2012年人口2,133人。